# Tipula (Savtshenkia) mannheimsi
Tipula (Savtshenkia) mannheimsi is een tweevleugelige uit de familie langpootmuggen (Tipulidae). De soort komt voor in het Palearctisch gebied.